# Copidocephala merula
Copidocephala merula är en insektsart som beskrevs av William Lucas Distant 1906. Copidocephala merula ingår i släktet Copidocephala och familjen lyktstritar. Inga underarter finns listade i Catalogue of Life.